# Мерфрісборо (Арканзас)
Мерфрісборо (англ. Murfreesboro) — місто (англ. city) в США, в окрузі Пайк штату Арканзас. Населення — 1495 осіб (2020).

## Географія
Мерфрісборо розташоване за координатами 34°3′51″ пн. ш. 93°41′26″ зх. д. / 34.06417° пн. ш. 93.69056° зх. д. (34.064212, -93.690435).  За даними Бюро перепису населення США в 2010 році місто мало площу 5,08 км², з яких 5,07 км² — суходіл та 0,01 км² — водойми.

## Демографія
Згідно з переписом 2010 року, у місті мешкала 1641 особа в 654 домогосподарствах у складі 427 родин. Густота населення становила 323 особи/км².  Було 768 помешкань (151/км²). 
Расовий склад населення:
| - 88,7 % — білих - 7,6 % — чорних або афроамериканців - 0,4 % — корінних американців - 0,4 % — азіатів |

До двох чи більше рас належало 2,1 %. Іспаномовні складали 1,8 % від усіх жителів.
За віковим діапазоном населення розподілялося таким чином: 21,9 % — особи молодші 18 років, 57,4 % — особи у віці 18—64 років, 20,7 % — особи у віці 65 років та старші. Медіана віку мешканця становила 41,3 року. На 100 осіб жіночої статі у місті припадало 94,4 чоловіків;  на 100 жінок у віці від 18 років та старших — 90,8 чоловіків також старших 18 років.
Середній дохід на одне домашнє господарство  становив 36 005 доларів США (медіана — 26 724), а середній дохід на одну сім'ю — 39 209 доларів (медіана — 31 797). Медіана доходів становила 38 824 долари для чоловіків та 28 409 доларів для жінок. За межею бідності перебувало 30,3 % осіб, у тому числі 47,1 % дітей у віці до 18 років та 4,7 % осіб у віці 65 років та старших.
Цивільне працевлаштоване населення становило 526 осіб. Основні галузі зайнятості: виробництво — 23,8 %, освіта, охорона здоров'я та соціальна допомога — 21,7 %, роздрібна торгівля — 12,2 %, будівництво — 9,3 %.